# Tsagaan Sar

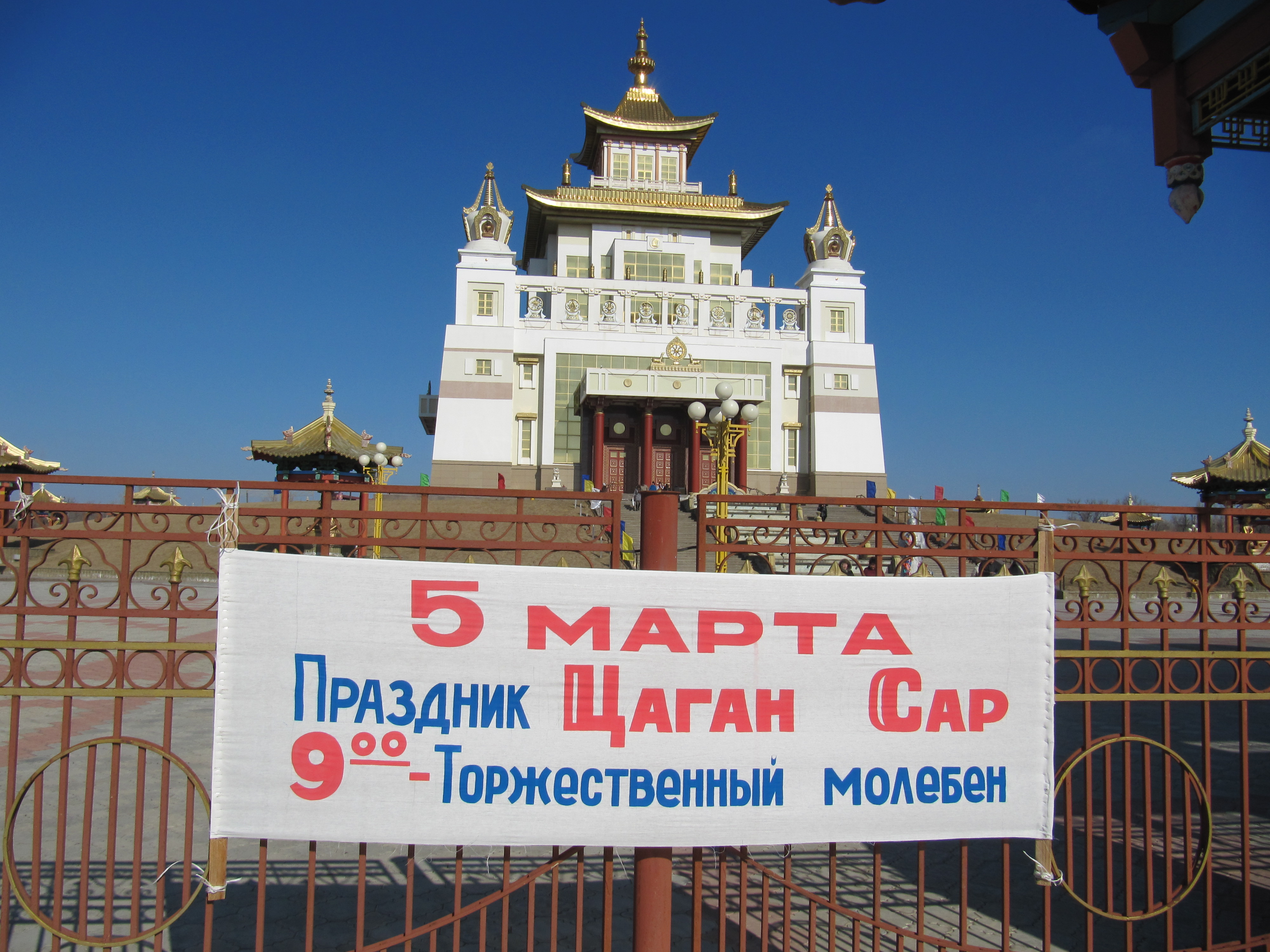

Tsagaan Sar (tiếng Mông Cổ: Цагаан сар; hoặc theo nghĩa đen Trăng Trắng) là ngày tết tại Mông Cổ, ngày đầu tiên trong năm theo âm lịch Mông Cổ. Người Mông Cổ khi đó sẽ tổ chức lễ hội đánh dấu tết Âm lịch. Lễ hội Trăng trắng được tổ chức một tháng sau ngày trăng mới đầu tiên sau Đông chí (vào khoảng tháng Một hay tháng Hai dương lịch). Tsagaan Sar là một trong các ngày nghỉ quan trọng nhất đối với người Mông Cổ. Người Duy Ngô Nhĩ tiếp thu lịch Trung Hoa, người Mông Cổ và Tạng lại tiếp thu lịch Duy Ngô Nhĩ.. Tsagaan Sar trùng thời điểm với Tết Nguyên đán ở Trung Quốc, Việt Nam, Triều Tiên.  Tsagaan Sar được tổ chức trong ba ngày đầu tiên của tháng âm lịch đầu tiên.

## Tổng quan
Ngày trước Tsagaan Sar được gọi là Bituun, tức là hối (晦). Các pha trăng âm lịch gồm sóc (朔, 1), huyền (8 & 23), vọng (望, 15) và hối (晦, 30). Vào ngày hối, người dân dọn dẹp kỹ lưỡng quanh nhà, những người chăn gia súc cũng dọn dẹp chuồng và hầm, để đón năm mới một cách sạch sẽ. Lễ tất niên cũng có hoạt động thắp nến để tượng trưng giác ngộ về luân hồi và tất cả chúng sinh, họ cũng đặt ba mảnh băng ở ô cửa để con ngựa của vị thần Cát Tường Thiên Mẫu (Palden Lhamo) có thể uống vì họ tin vị thần này sẽ viếng thăm mỗi gia đình trong ngày này. Trong buổi tối, các gia đình quây quần bên nhau, thường là với gia đình láng giềng, họ sẽ tiễn đưa năm cũ, ăn các sản phẩm bơ sữa và bánh buuz. Theo truyền thống, người Mông Cổ sẽ giải quyết tất cả các vấn đề và trả tất cả các khoản nợ từ năm cũ vào ngày này.
Khoảng thời gian Tết, các gia đình sẽ thắp nến ở bàn thờ để tượng trưng cho giác ngộ. Ngoài ra, mọi người chào hỏi nhau bằng những câu nói đặc trưng, họ cũng viếng thăm bạn bè và gia đình trong ngày này và trao nhận các món quà. Một gia đình Mông Cổ điển hình sẽ quây quần tại nơi ở của người nhiều tuổi nhất trong gia đình.  Trong thời gian Tết, trang phục của nhiều người Mông Cổ sẽ hoàn toàn là trang phục dân tộc Mông Cổ. Khi chào hỏi những người lớn tuổi trong lễ Trăng trắng, người Mông Cổ sẽ thực hiện lời chúc zolgokh, dùng khuỷu tay của mình để ôm chặt lấy những người cao tuổi nhằm thể hiện sự ủng hộ.  Người lớn tuổi nhận được những lời chúc từ mỗi thành viên trong gia đình ngoại trừ người phối ngẫu của họ. Trong nghi lễ chúc mừng, các thành viên trong gia đình giữ các mảnh vải lụa, dài, thường có màu lam, gọi là khadag. Sau nghi lễ, đại gia đình ăn các món đuôi cừu, thịt cừu, cơm với sữa đông, các sản phẩm bơ sữa, và một loại bánh hấp gọi là buuz, uống món sữa airag.
Món ăn truyền thống của ngày tết bao gồm các sản phẩm bơ sữa, cơm với sữa đông (tsagaa-цагаа) hay cơm với nho khô (berees-бэрээс), một kim tự tháp gồm các bánh buuz được dựng thẳng trong một đĩa lớn theo một kiểu dáng đặc biệt nhằm tượng trưng cho Tu Di Sơn (núi Sumeru) hay vương quốc Shambhala, thịt ngựa và các loại bánh truyền thống. Tsagaan Sar là một bữa tiệc hào phóng, cần đến vài ngày chuẩn bị trước, người phụ nữ trong gia đình sẽ làm một lượng lớn và làm lạnh chúng để dùng trong kỳ nghỉ. Trong thời kỳ Mông Cổ cộng sản, chính phủ đã ngăn cấm Tsagaan Sar và cố gắng thay thế lễ này bằng một ngày nghỉ lễ được gọi là "Ngày Mục dân Tập thể", song người ta đã lại tổ chức lễ Tsagaan Sar sau Cách mạng Dân chủ Mông Cổ 1990.